# Orde van het Grunwald Kruis
De Orde van het Grunwald Kruis (Pools: "Order Krzyża Grunwaldu") werd in 1944 ingesteld als herinnering aan de slag bij Grunwald (slag bij Tannenberg) waar de Polen met de Litouwers in 1410 de ridders van de Duitse Orde versloegen. Men verleende deze onderscheiding aan Polen en vreemdelingen die bijzondere verdiensten hadden getoond tijdens de Tweede Wereldoorlog.
De orde werd in drie graden verleend.
- 1e Klasse

Een gouden kruis aan een lint op de linkerborst.
- 2e Klasse

Een zilveren kruis met gouden schild en gouden randen aan een lint op de linkerborst.
- 3e Klasse

Een zilveren kruis aan een lint op de linkerborst.
Het kleinood is een Latijns kruis met iets concave uiteinden. Op het midden is een schild met twee zwaarden, een is bot en het andere scherp, gelegd. Op de keerzijde staan de jaartallen 1410 en 1944 en het monogram KG. Het lint is rood met groene randen en een brede witte middenstreep.
De symboliek van de twee zwaarden is als volgt: de arrogante Duitse ridders zonden de Polen voordat de slag aanving een bot zwaard om daarmee aan te duiden dat zij de bewapening van de Polen ontoereikend achtten. De Polen stuurden twee scherpe zwaarden terug om duidelijk te maken dat de Duitsers met twee legers moesten vechten.
| Batons in de Orde van het Grunwald Kruis | Batons in de Orde van het Grunwald Kruis | Batons in de Orde van het Grunwald Kruis |
| ---------------------------------------- | ---------------------------------------- | ---------------------------------------- |
| 1e Klasse                                | 2e Klasse                                | 3e Klasse                                |

| Onderscheidingen in de Orde van het Grunwald Kruis | Onderscheidingen in de Orde van het Grunwald Kruis | Onderscheidingen in de Orde van het Grunwald Kruis |
| -------------------------------------------------- | -------------------------------------------------- | -------------------------------------------------- |
| 1e Klasse                                          | 2e Klasse                                          | 3e Klasse                                          |